# فهرست فیلم‌های تحریم‌شده توسط حوزه هنری

## انتقادها
ما متهم هستیم فیلم‌هایمان ضدخانواده و اخلاق است، اما می‌توانم ثابت کنم رفتار مدیران حوزه هنری و ارشاد بسیار غیراخلاقی‌تر است.

عبدالرضا کاهانی، کارگردان بی‌خود و بی‌جهت

ما به لحاظ اخلاقی بسیار اخلاقی‌تر از این افراد هستیم و مشکل خانواده برایم مهم‌تر از این افراد است.

مانی حقیقی، کارگردان پذیرایی ساده
تحریم‌های حوزه هنری از سوی سینماگران با انتقادهای فراوانی روبرو شد. این اتفاقات همزمان با ماجرای انحلال خانه سینما رخ داد و میان شورای صنفی نمایش و حوزه هنری اختلاف شدیدی ایجاد کرد.
شورای صنفی نمایش در پاسخ به تحریم‌ها، از صدور اجازه نمایش برخی فیلم‌ها مانند فیلم پرفروش کلاه‌قرمزی و بچه‌ننه در سینماهای متعلق به حوزه هنری خودداری کرد.
انجمن تهیه‌کنندگان مستقل سینمای ایران نیز در اقدامی متقابل اعلام کرد که دفا‌تر پخش فیلم بخش خصوصی، حوزه هنری را تحریم کرده‌اند و به سینماهای آن فیلمی ارائه نمی‌کنند. این انجمن همچنین اقدامات حوزه هنری را غیرقانونی دانست.
کانون کارگردانان ایران دیگر نهاد صنفی بود که به «کج سلیقگی مسئولان سینمایی و پاره‌ای اغراض شخصی» اعتراض کرد.
همچنین کارگردانان و تهیه‌کنندگان ۶ فیلم تحریم‌شده یعنی غلامرضا موسوی، فریدون جیرانی، مصطفی و مرتضی شایسته، عبدالرضا کاهانی، علی سرتیپی، مهدی کرم‌پور، مانی حقیقی و پیمان معادی در نشستی مشترک اقدامات حوزه هنری را محکوم کردند.

## فهرست
| ردیف | نام فیلم            | ساخت | اکران         | کارگردان        | فروش (تومان)   | توضیحات                                                              |
| ---- | ------------------- | ---- | ------------- | --------------- | -------------- | -------------------------------------------------------------------- |
| ۱    | زندگی خصوصی         | ۱۳۹۰ | نوروز ۱۳۹۱    | محمدحسین فرح‌بخش | ۳۰۶٬۵۹۶٬۰۰۰‏    | پس از اکران توقیف شد                                                 |
| ۲    | گشت ارشاد           | ۱۳۹۰ | نوروز ۱۳۹۱    | سعید سهیلی      | ۱٬۶۳۳٬۷۰۰٬۰۰۰~ | پس از اکران توقیف شد ، از تحریم خارج شد                              |
| ۳    | پس‌کوچه‌های شمرون     | ۱۳۹۱ | اردیبهشت ۱۳۹۱ | کامران قدکچیان  | ۱۷۲٬۰۰۵٬۰۰۰‏    | پس از اصلاح، از تحریم خارج شد                                        |
| ۴    | خوابم می‌آد          | ۱۳۹۰ | خرداد ۱۳۹۱    | رضا عطاران      | ۳٬۰۰۰٬۰۰۰٬۰۰۰~ | از تحریم خارج شد                                                     |
| ‌ ۵   | نامزد آمریکایی من   | ۱۳۸۷ | مرداد ۱۳۹۱    | داوود توحیدپرست | ۲۵٬۳۰۰٬۰۰۰~    | فیلم مجددا توقیف شد                                                  |
| ۶    | من همسرش هستم       | ۱۳۹۰ | مهر ۱۳۹۱      | مصطفی شایسته    | ۴۵۱٬۰۰۰٬۰۰۰~   | از تحریم خارج شد                                                     |
| ۷    | من مادر هستم        | ۱۳۸۹ | آذر ۱۳۹۱      | فریدون جیرانی   | ۲٬۰۱۴٬۰۰۰٬۰۰۰~ | اکران در مشهد، کاشان، بابل، رفسنجان، یزد، چالوس، قم و تبریز ممنوع شد |
| ۸    | بی‌خود و بی‌جهت       | ۱۳۹۰ | آذر ۱۳۹۱      | عبدالرضا کاهانی | ۱٬۱۶۲٬۰۰۰٬۰۰۰~ | اکران در قم ممنوع شد                                                 |
| ۹    | پذیرایی ساده        | ۱۳۹۰ | دی ۱۳۹۱       | مانی حقیقی      | ۲۵۸٬۰۰۰٬۰۰۰~   | از تحریم خارج شد                                                     |
| ۱۰   | برف روی کاج‌ها       | ۱۳۹۰ | اردیبهشت ۱۳۹۲ | پیمان معادی     | ۱٬۲۳۰٬۰۰۰٬۰۰۰~ | از تحریم خارج شد                                                     |
| ۱۱   | بی‌تابی بی‌تا         | ۱۳۹۰ | خرداد ۱۳۹۲    | مهرداد فرید     | ۳۲۶٬۰۰۰٬۰۰۰~   | از تحریم خارج شد                                                     |
| ۱۲   | پل چوبی             | ۱۳۹۰ | شهریور ۱۳۹۲   | مهدی کرم‌پور     | ۱٬۶۵۸٬۹۰۰٬۰۰۰~ | پس از اصلاح، از تحریم خارج شد                                        |
| ‌ ۱۳  | خرس                 | ۱۳۹۰ | —             | خسرو معصومی     | —              | فیلم پروانه نمایش نگرفته‌است                                          |
| ۱۴   | لانتوری             | ۱۳۹۴ | مرداد ۱۳۹۵    | رضا درمیشیان    | ۶٬۲۹۶٬۹۰۲٬۰۰۰  | از تحریم خارج شده                                                    |
| ۱۵   | مادر قلب اتمی       | ۱۳۹۳ | ۱۳۹۶          | علی احمدزاده    | ۱،۳۲۲،۰۰۸،۰۰۰  | از تحریم خارج شده                                                    |
| ۱۶   | اکسیدان             | ۱۳۹۵ | ۱۳۹۶          | حامد محمدی      | ۱۰،۷۹۱،۲۰۵،۰۰۰ | از تحریم خارج شد                                                     |
| ۱۷   | زادبوم              | ۱۳۸۷ | ۱۳۹۶          | ابوالحسن داوودی | ۵۰۱٬۰۲۷٬۰۰۰    | فیلم ۹ سال توقیف شد ، از تحریم خارج شد                               |
| ۱۸   | پری‌ناز              | ۱۳۸۹ | ۱ شهریور ۱۳۹۶ | بهرام بهرامیان  | نامعلوم        | فیلم ۷ سال توقیف شد ، از تحریم خارج شد                               |
| ۱۹   | عرق سرد             | ۱۳۹۶ | مهر ۱۳۹۷      | سهیل بیرقی      | ۲٬۰۴۶٬۷۹۷٬۰۰۰  | از تحریم خارج شده                                                    |
| ۲۰   | آشغال‌های دوست‌داشتنی | ۱۳۹۱ | بهمن ۱۳۹۷     | محسن امیریوسفی  | ۳٬۴۱۴٬۷۴۸٬۰۰۰  | از تحریم خارج شد                                                     |
| ۲۱   | پارادایس            | ۱۳۹۳ | بهمن ۱۳۹۷     | علی عطشانی      | ۴٬۱۷۹٬۱۱۲٬۰۰۰  | فیلم ۴ سال توقیف شد ، از تحریم خارج شد                               |
| ‌ ۲۲  | رحمان ۱۴۰۰          | ۱۳۹۷ | ۲۵ اسفند ۱۳۹۷ | منوچهر هادی     | ۰۰۰`۷۵۴`۵۴۰`۲۲ | پس از اکران توقیف شد                                                 |
| ۲۳   | زیر نظر             | ۱۳۹۸ | ۷ اسفند ۱۳۹۸  | مجید صالحی      | ۰۰۰`۰۰۰`۷۰۰    | از تحریم خارج شد                                                     |

## یادکرد منابع
1. 1 2 3 4 5  «اعتراض گروهی از سینماگران ایران به مشکلات اکران و حوزه هنری»،  بی‌بی‌سی فارسی.
2. ↑  زهدی، «سایه اختلاف حوزه هنری با شورای صنفی نمایش بر سینمای ایران»، بی‌بی‌سی فارسی.
3. ↑  زهدی، «سایه اختلاف حوزه هنری با شورای صنفی نمایش بر سینمای ایران»، بی‌بی‌سی فارسی.
4. ↑  زهدی، «سایه اختلاف حوزه هنری با شورای صنفی نمایش بر سینمای ایران»، بی‌بی‌سی فارسی.
5. 1 2  «انجمن تهیه‌کنندگان مستقل سینمای ایران با انتشار بیانیه‌ای اعلام كرد: تحریم حوزه هنری از سوی دفاتر پخش باید ماه‌ها قبل صورت می گفت»،  ایلنا.
6. 1 2 3 4 5 6 7 8 9 10  «مقایسه فروش فیلم‌های مورد حمایت و تحریمی حوزه هنری»،  خبرآنلاین.
7. 1 2  «اکران خصوصی و گشت ارشاد متوقف شد»،  تابناک.
8. 1 2 3 4 5 6 7  «لیست فیلم‌های سال ۱۳۹۱ بر اساس فروش کل»،  سی‌نت (عددها از جمع فروش تهران و شهرستان‌ها استخراج شده‌است).
9. ↑  «توقف اکران فیلم من مادر هستم دربرخی شهرها»،  دویچه‌وله.
10. ↑  «جلوگیری از ادامه اکران بی‌خود و بی‌جهت در قم»،  خبرگزاری مهر.
11. 1 2 3  «سرنوشت اکران فیلم‌های تحریمی در سال ۹۱»،  خبرآنلاین.
12. 1 2 3  «لیست فیلم‌های سال ۱۳۹۲ بر اساس فروش کل»،  سی‌نت (عددها از جمع فروش تهران و شهرستان‌ها استخراج شده‌است).
13. 1 2 3  «دو فیلم دیگر به فهرست حوزه هنری اضافه شد»،  روزنامه دنیای اقتصاد.
14. ↑  «گفتگو با مهرداد فرید، کارگردان بی‌تابی بیتا»،  پارسینه.